# Adama Diamé
Adama Diamé (* 19. červenec 2000, Francie) je francouzský fotbalový útočník, od února 2021 hráč klubu FC Slovan Liberec, kde je na hostování z Vlašimi. Je také držitelem pasu Senegalu.

## Klubová kariéra

### Mládežnické roky
Diamé je odchovancem Évianu.

### FC Sellier & Bellot Vlašim
Do českého druholigového klubu ve Vlašimi přišel v červenci 2019. V první sezóně odehrál 12 ligových zápasů, ve kterých branku nevstřelil. Střelecky úspěšný nebyl ani ve dvou zápasech MOL Cupu.
V ročníku 2020/21 nastoupil do sedmi ligových zápasů, ve kterých se dvakrát střelecky prosadil. Odehrál také další dva zápasy v MOL Cupu.

#### FC Slovan Liberec (hostování)

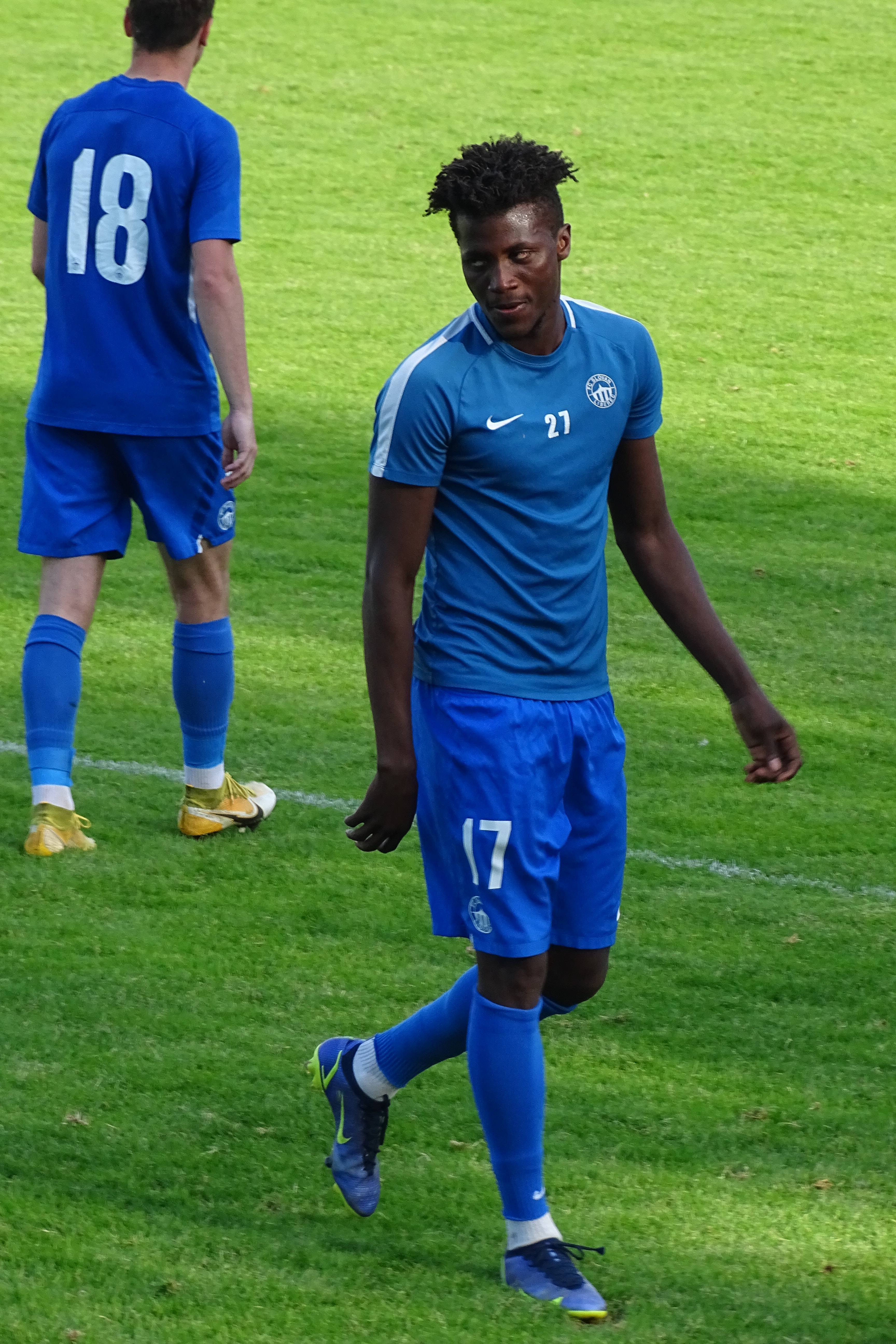
Adam Diamé v zápase s Ústím nad Orlicí, červen 2022

V únoru 2021 si ho na zkoušku v rámci hostování přivedlo vedení prvoligového Liberce. K 2. březnu 2021 na svou premiéru v nejvyšší soutěži čeká.

## Klubové statistiky
- aktuální k 2. březen 2021

| Tým                        | Sezona            | Liga   | Liga   | Pohár  | Pohár  | Evropské poháry | Evropské poháry |
| Tým                        | Sezona            | Zápasy | Branky | Zápasy | Branky | Zápasy          | Branky          |
| -------------------------- | ----------------- | ------ | ------ | ------ | ------ | --------------- | --------------- |
| FC Sellier & Bellot Vlašim | 2019/20 (2. liga) | 12     | 0      | 2      | 0      | -               | -               |
| FC Sellier & Bellot Vlašim | 2020/21 (2. liga) | 7      | 2      | 2      | 0      | -               | -               |
| FC Slovan Liberec          | 2020/21           | -      | -      | -      | -      | -               | -               |
| Celkem                     | Celkem            | 19     | 2      | 4      | 0      | 0               | 0               |